# Wiktoria Kuczyńska
Wiktoria Kuczyńska (ur. 24 stycznia 2001) – polska koszykarka, występująca na pozycji rozgrywającej.
30 maja 2023 została ponownie koszykarką AZS AJP Gorzów Wielkopolski. Przed sezonem 2025/2026 przedłużyła kontrakt o kolejny rok.
Jej siostra Aleksandra jest także koszykarką.

## Osiągnięcia
Stan na 16 marca 2024, na podstawie, o ile nie zaznaczono inaczej.

### Drużynowe

#### Seniorskie
- Wicemistrzyni Polski (2024)[5]
- Brązowa medalistka mistrzostw Polski (2020, 2021)[6][7]

#### Młodzieżowe
5x5
- Mistrzyni Polski juniorek (2018)[8]
- Wicemistrzyni Polski juniorek starszych (2018)[9]

3x3
- Uczestniczka Młodzieżowych Mistrzostw Polski 3x3 U23 (2020 – 10. miejsce)

### Indywidualne
- MVP mistrzostw Polski juniorek (2018)[8]
- Zaliczona do I składu mistrzostw Polski juniorek starszych (2018)[9]

### Reprezentacja
- Uczestniczka mistrzostw Europy:
  - U–18 (2018 – 11. miejsce)[10]
  - U–16 (2017 – 8. miejsce)[11]